# 営業職
営業職（えいぎょうしょく）は、見込み客に自社の物品・サービスまたは情報といった財（商品）の購入を促して、売買契約を結ぶ職業である。

## 概説
販売を主たる業務とするが、ひと口に営業職と言っても、実際にはその仕事内容は様々であり、業界・業種、扱う商品・サービスあるいは会社の規模などによって大きく異なるともされる。ただし、いずれにせよ、営業職の原点は、人と人とのお付き合いであるという点では同じとも、「コミュニケーション能力」と「意思決定を促す力」が必要とされる点では同じだともされる。
切り口により、営業の分類はさまざまである。決まった契約済み顧客を回る「ルートセールス」と「新規開拓営業」、顧客の種別による「法人営業」と「個人営業」、活動地域による「国内営業」と「海外営業」などである。訪問形態による「アポあり」と「アポ無し」などの分類がなされることもある。
営業職に専従する者は俗に「営業マン」、「営業員」と称される。個人消費者の自宅を訪問して営業活動を行う者は、特にセールスマン・セールスウーマンとも呼ばれる。一方、企業、あるいは個人事業主を訪問する法人営業を行う者は、営業マンと呼ばれることが多い。

## 営業職の内容
営業職従事者の主たる業務は自社の商品を販売する事であるが、加えてそれに付随する作業全般も含まれるため、販売だけでなく企画や調査、接待やアフターサービスといった要素を求められることもある。企業によっては、営業職と企画や広告職、宣伝職を区別しない事がある。特に小規模事業所では、技術職以外の事務、庶務等も行う事までもある。営業職には多様な要素が含まれているため、ある程度、役割が分担されている事も多い。なお、営業事務職は本来、営業部局でのデータ作成・分析や営業マンへの連絡が主な業務であり外回りはしない事が多い。しかしさまざまな理由から、実際は営業職であるにも拘らず「営業事務」として求人が掛けられていることも多い。
新規客を開拓するセールスマンの多くは、事前のアポイントメント（面会の約束。"アポイント"は誤用。略称アポとも）なしで一方的に訪問する（俗に言う飛び込み）ことが多く、営業活動や取引契約に際して、しばしばトラブルの原因ともなる。また、アポに基づいて訪問するタイプの営業であっても、元のアポ自体はほとんどの場合強引な無差別電話勧誘（テレマーケティングの一部）によるものであり、こちらもトラブルの原因となっている。個人宅への営業活動は押し売りなど消費者とのトラブルも多く、訪問販売の一つの形態として特定商取引に関する法律が適用され、消費者保護が図られている。また、最判平成20年4月11日によれば、飛び込み営業が住居侵入罪に該当する可能性も出てきた。
一般に営業職の行う作業には以下のようなものがある。
顧客の開拓
営業による新規顧客の開拓手法としては、見込み顧客へ営業を掛けて積極的に売り込む方法と、広告を出して顧客からの反応を待つ方法、および両者を併用する方法の3通りがある。それぞれの例を挙げると、売り込み型は事務機器・リフォーム・配置薬・企業間取引、待ち型は注文住宅（住宅展示場）、併用型はマンション販売である。
営業先の選定方法は、既存顧客からの紹介や名簿の購入など業種により様々である。
約束のない相手に営業活動を掛ける事を「飛び込み営業」という。電話をかけてアポイントメントを取ること、または商品やサービスを売り込むことだけに専念する「電話営業」を行う部署や、それを専門に請け負う会社も存在する（コールセンターのアウトバウンド業務など）。
商品の売り込み
各種のプレゼンテーションを行って、潜在顧客に商品を購入してもらう。商品の性能だけでなく、自社のブランド、用途の提案、他社商品との比較、個人的信頼関係の構築など様々な角度からの売り込みが行われる。
売込みにはコミュニケーション能力だけでなく、商材の内容・特徴を熟知している事が求められる。自社以外の商品を売り込む営業を代理店営業と呼ぶ。代理店営業では複数社の商品を扱う事も多く、商品間の差異をより正確に把握しておく必要がある。
顧客のニーズに合わせた商品提案、もしくは潜在ニーズを顕在化させる商品提案を行う営業を「企画営業」「提案営業」と呼ぶ事がある。
契約の締結
他部門（法務、財務、総務）と協力して、必要な契約書を作成する。
既存の顧客ケア
自社を代表して、既に商品を購入した顧客との窓口になる。営業職は、販売までの過程により顧客と接している事が最も多く、販売後も引き続き窓口になった方が効率的である事が多い。
大量販売商品を扱う場合は、コールセンターと呼ばれる専門の顧客相談窓口が用意される事がある。
製品開発部門と顧客との橋渡し
顧客から得られる情報には、商品に対する問題点や新たなニーズなどの有益な情報が含まれる事が多く、適切な部門へのフィードバックが求められる。
顧客と製品開発部門とは求めている方向性が違う（要求と技術的解法）ため、意思疎通が難しい場合もある。又、専門性の強い商品の場合、営業活動にあたって技術的な部分のやり取りが必要となる事が多い。そのため、技術の分かる営業が中に入って、双方の言葉を翻訳、あるいは営業活動のサポートをする事が求められる。このような作業を行う営業を「技術営業」「セールスエンジニア」と呼ぶ事がある。
販売促進・調査
販売活動を効果的に行うために、市場調査や、各種広告を行う。マーケティングや商品企画といった専門の部署で行われる事が多い。
予算管理、スケジュール管理
営業には、達成すべき予算が割り振られる事が多く、目標予算に対する現在の進捗度などを管理する必要がある。又、営業活動は複数の相手に対し同時並行的に行われる事が多いので、そのスケジュール管理も重要になる。

## 営業職の成立
現代のような営業職が成立した理由の一つとして、社会的分業システムの深化が挙げられる。大規模化した企業を効率的に運営するために分業化が進み、営業職は事務職や販売職、製造部門（技術職）と分離され独立した。営業職を独立させる事により、効率的な生産が可能になった他、プレゼンテーション技法の高度化などがもたらされた。しかし、営業と製造部門を分離しすぎたため、売るべき製品に対する営業職従事者の愛着が失われ、モチベーション低下を招いている例もある。

## 特徴
世間一般的には営業職はきつい、厳しいという認識がある。仕事の結果を売上額、契約受注額や契約件数で客観的に測定しやすいため、年俸制などの成果主義が適用されやすく、また保険外交員のように歩合制を採用しているところも多い。営業成績によっては、高額の手当が期待できることもあるが、常に数字（結果）というプレッシャーを受け続ける。
組織からノルマ（個人別の売上目標）が設定されていることがほとんどで、ノルマなしとの条件で就職しても実際は自主目標という名目で事実上のノルマを強いられる場合がおおい、ノルマが達成できない場合は上司から叱責を受けるなどし身の狭い思いをさせられる職場環境になることが多い。組織が指定するノルマと社会における需要が離れているほどノルマ達成が難しくなり、売上ノルマが財物の場合、従業員の中にはノルマ達成のために苦し紛れに自らが自費で対象財物を購入する自爆営業を行うこともある。他の営業従業員とは競争関係にある場合が多く、情報やノウハウの共有化がなされないため、仮に劣悪な労働環境だとしても労働組合に訴えにくいことがある。労働組合の側も営業職の待遇については見て見ぬ振りをする傾向があり、営業職の労働環境は総じて改善されていない。いわゆるブラック企業と呼ばれる低い評価をされる会社の不人気要因の一つに、大量採用・大量退職の営業部隊従業員の勤務実態および待遇が劣悪であるという点が挙げられることも多い。
営業職（特に法人向けの企画営業）は、求められるスキルが多岐に渡り、多くの人と接するコミュニケーション能力だけでなく、常に変化する状況に適切に対応する能力が求められる。そのため、「営業技術は汎用性が高く、営業が出来れば何の職業でも出来る」と言われる事がある。ただし、電話営業など、特定のスキルにのみ特化した能力が求められる営業もある。
一方で、コンサルティング営業など、長期の経験が要求されたり専門知識を要する営業職もあるので必ずしも「営業職は誰でも就ける」というわけではない。同じ営業職間の転職でも、脈絡のない商品や業種へ転じた場合は、商品知識や業界事情、顧客への対応などの把握に多大な労力と相応の時間を要する（ただ、これは営業職だけに限らない）。

### 労働時間
社外に出ている事が多い業務の性質上、ほとんどの場合はみなし労働時間制度が適用される。みなし労働時間を適用した場合、超過労働時間があっても残業とならないため、残業代の代わりに営業手当といった名目で定額の手当が出される事がある。
多数の契約を獲得して会社の期待を大きく上回る営業成績を上げた場合には、大きな金銭的インセンティブ（歩合給や報奨金）が与えられ、その額は少ない場合でも一般労働者の給与水準よりずっと多く、住販・証券・商社間BtoBなどのように取扱額が大きい業種では一般労働者の年収に迫る場合すらある（むろん、受注の為に数ヶ月～数年を費やした上での結果であり、その過程も激務である）。
一般に、個人営業よりも法人営業の方が給与・福利厚生面が良いことが多い。

### 勤務形態
正社員、契約社員、派遣社員といった勤務形態の他、一部業界では、個人事業主として組織と業務請負契約を直に締結する事がある（生保レディなど）。組織からの拘束力が強い業務請負は事実上労働者と変わらず、労働契約の場合と比較して労災補償等の面から問題が多い違法な偽装請負と判断される。

## 営業職と精神衛生
学者が男性営業職236名を対象に行った調査の多変量解析では、「顧客関係がうまくいっている」「自尊心が高い」「家族および同僚の支援が高い」と「抑うつ症状の無い状態」との間には有意な関連性が見られたという。

## 営業職に対するイメージ
各人の学歴や知的背景によって変わってくるものの、日本での平均像として、男性は現業職か営業職に、女性は事務職に就くものだというステレオタイプがあった。昨今では以前より多くの女性が営業職に進出した事もあり、変化の兆しも見られる。しかしながら、総じて営業という職種自体のイメージ・実際の就業環境の厳しさから雇用側に女性を敬遠する傾向が見られることも多く、冒頭のようなステレオタイプが現在でも残っている状況が続いている。

## 営業を専門としない者による営業活動
新聞販売店の一部には、（新聞拡張団とは別に）自店の新聞配達員にも顧客の新規開拓を行わせる店が存在する。この場合の配達員や個人事業主・経営者などのように、主たる職務が営業でない者は「営業職」ではない。例えば、日本に古くからあった「御用聞き」は既存顧客の需要掘り起こし作業であり、紛れも無い営業（営業活動）であるが、経営者や一般従業員によるものであるため、当該従事者は営業職ではない。なお現代では（企業間取引の）御用聞きだけを行う営業職が存在する。それが「ルート営業」である。
一部職場では直接顧客に接しない総務職などの内務職に対しても自社商品などの販売ノルマを課している。業務時間中に顧客に接する機会はないので必然的に営業活動を行うとすれば業務時間外での無給での活動となり、自爆営業を誘発しやすい。

## 営業職とスパイ
営業活動は時に利益を追求する余、非合理かつ非合法なスパイになりうる場合がある。法整備はなされていない。（日本における個人事業主の例・NHK集金人・保険外交員・外務員、証券外務員、押し売りなど参照）。